# 26883 Marcelproust
26883 Marcelproust è un asteroide della fascia principale. Scoperto nel 1994, presenta un'orbita caratterizzata da un semiasse maggiore pari a 2,3708432 au e da un'eccentricità di 0,2180433, inclinata di 1,24871° rispetto all'eclittica.